# Эйнсли, Бен
Сэр Чарльз Бенедикт «Бен» Эйнсли CBE (англ. Charles Benedict "Ben" Ainslie; род. 5 февраля 1977, Маклсфилд, Чешир) — британский яхтсмен, четырёхкратный олимпийский чемпион (второй в парусном спорте после Пауля Эльвстрёма). Выигрывал медали на всех летних Олимпийских играх с 1996 по 2012 годы. Третий спортсмен, завоевавший пять олимпийских наград в парусном спорте (после Торбена Граэля и Роберта Шейдта).
Родился в Макклсфилде, Восточный Чешир, Англия в семье Родерика Эйнсли, который был капитаном яхты, участвовавшей в 1973 году в первой кругосветной гонке Уитбред (в настоящее время — The Ocean Race), и его жены Сью. Его старшая сестра Флёр вышла замуж за Джерома Пелса, генерального секретаря Международной федерации парусного спорта.
Эйнсли обучался в школах Труро и Терра-Нова, затем поступил в колледж Питера Симондса в Уинчестере.

## Карьера

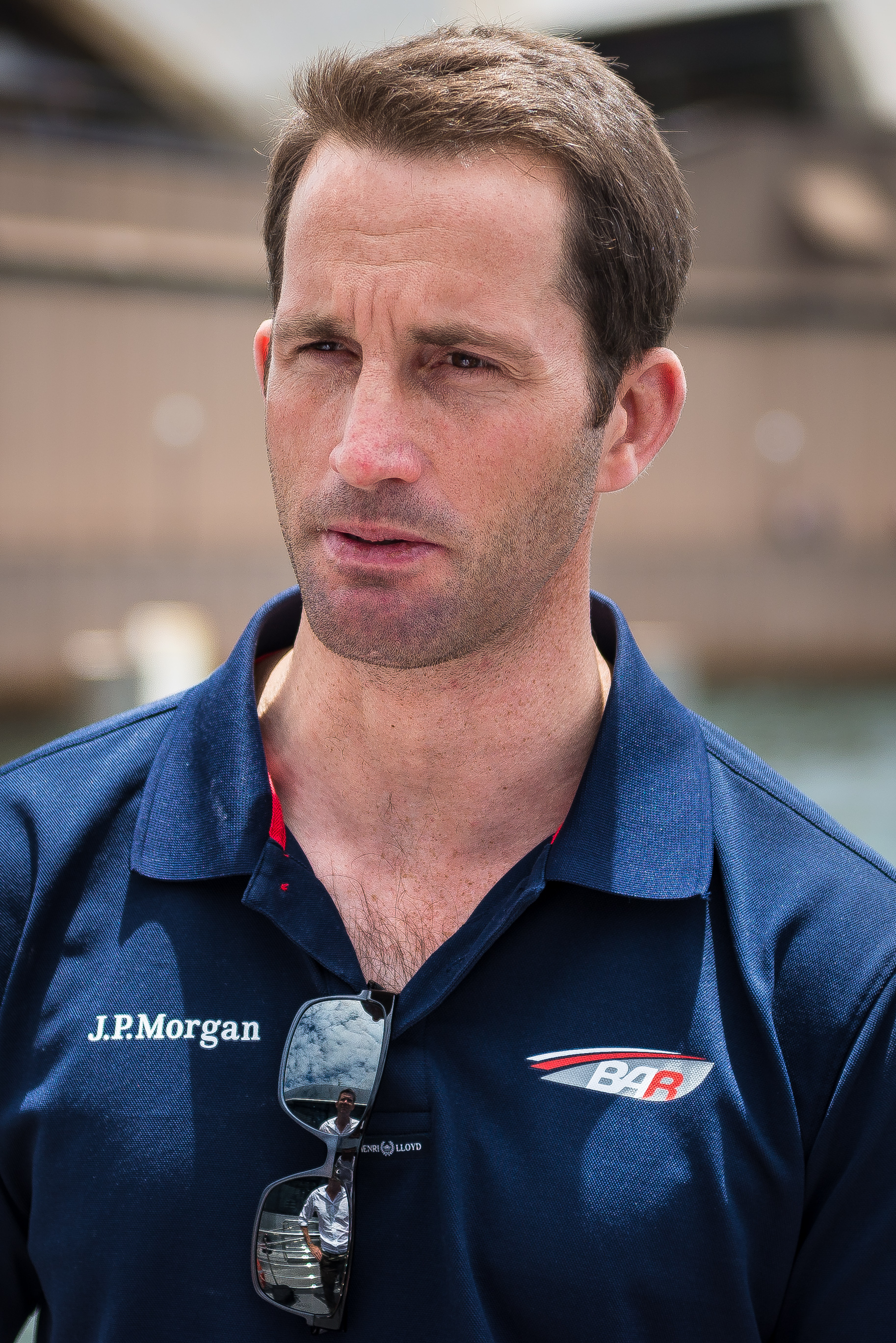
2014 год

Управлению яхтой Бен Эйнсли учился в Рестронгет-Крик неподалёку от Фалмута, Корнуолл. Яхтами он увлёкся в 8 лет, в соревнованиях впервые участвовал в 10. Первыми международными соревнованиями для него стал Чемпионат по парусному спорту в классе Оптимист 1989 года, проводившийся в Японии. Двенадцатилетний Эйнсли занял на нём 73 место. В 1991 и 1992 годах яхтсмен участвовал в мировом чемпионате.

### Олимпийская карьера
19-летний Эйнсли выиграл серебряную медаль в классе Лазер на Олимпийских играх 1996 года в Атланте (уступил Роберту Шейдту). В 2000 году выиграл золото в классе Лазер на Олимпийских играх в Сиднее. К следующим Олимпийским играм он набрал 18 кг, что позволило ему перейти в класс Финн, в котором он трижды покорил высшую ступень олимпийского пьедестала: на Олимпийских играх 2004 года в Афинах, Олимпийских играх 2008 года в Пекине и Олимпийских играх 2012 года в Лондоне. Золотые медали за победу в обоих классах переданы в Национальный морской музей Корнуолла.

## Личная жизнь
Бен Эйнсли проживает в Лимингтоне и состоит в Королевском яхт-клубе Лимингтона. Его тренировал Дэвид Хаулетт, участвовавший в летних Олимпийских играх 1976 года в Монреале в классе Финн.
20 декабря 2014 года состоялось бракосочетание Бена Эйнсли и телеведущей Джорджи Томпсон. Летом 2016 года у супругов родилась девочка Беллатрикс.

## Признание

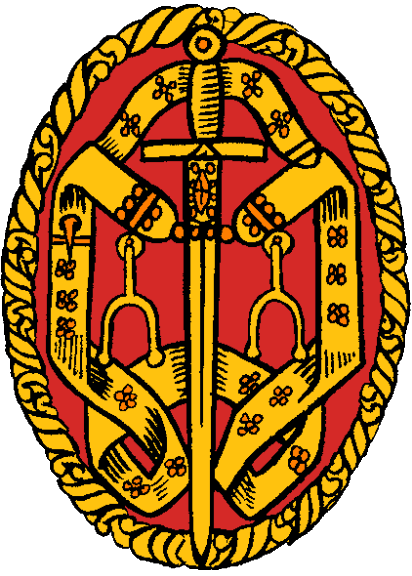
Знак рыцаря-бакалавра

После победы на Олимпийских играх в Сиднее Бен Эйнсли в 2001 году стал членом ордена Британской империи, после победы на играх в Афинах Эйнсли стал в 2005 году офицером этого ордена. Победа на играх в Пекине принесло ему в 2009 году звание командора ордена Британской империи. Четвёртая победа в Лондоне сделала Бена Эйнсли в 2013 году за заслуги перед парусным спортом рыцарем-бакалавром.
Бен Эйнсли был назван Международной федерацией парусного спорта спортсменом года в 1998, 2002, 2008 и 2012 годах — больше, чем кто либо другой в истории федерации.
Звание британского яхтсмена года он был удостоен в 1995, 1999, 2000 и 2002 годах. В 2012 был номинирован на премию BBC Sports Personality of the Year.
19 мая 2012 года Бен Эйнсли стал первым факелоносцем в эстафете из 8000 участников, которому доверили пронести факел с олимпийским огнём по территории Великобритании. 11 августа 2012 года он нёс флаг сборной Великобритании на церемонии закрытия летних Олимпийских игр в Лондоне.